# Shell Energy Stadium
Das Shell Energy Stadium ist ein Fußballstadion in der US-amerikanischen Stadt Houston im Bundesstaat Texas. Das Stadion ist seit dem 12. Mai 2012 die Spielstätte des MLS-Franchise Houston Dynamo. Es bietet den Zuschauern 22.039 Plätze. Darin enthalten sind die 1100 Business-Sitze und 50 Plätze für Journalisten. Die Sportstätte dient außerdem der NCAA-College-Footballmannschaft der Texas Southern University, den Texas Southern Tigers, sowie den Houston Dash der National Women’s Soccer League als Heimspielstätte.

## Geschichte
Mit dem Umzug der San José Earthquakes nach Houston und der damit einhergehenden Neugründung von Houston Dynamo Ende Dezember 2005 begann die Suche nach einem geeigneten Standort für ein fußballspezifisches Stadion. Solange trug die Mannschaft ihre Spiele im Robertson Stadium aus, einem Allzweckstadion auf dem Gelände der University of Houston. Im östlichen Zentrum der Stadt, East End, wurde schließlich ein passendes Areal gefunden. In dessen unmittelbarer Nachbarschaft befindet sich unter anderem der Minute Maid Park der Houston Astros und das Toyota Center der Houston Rockets.
Am 7. April 2010 stimmte der Houston City Council dem Bauvorhaben zu, sechs Tage später tat dies auch der Harris County Commissioners Court. Am 2. Dezember 2010 einigte man sich mit der Harris County-Houston Sports Authority auf einen Pachtvertrag. Die letzte Hürde wurde am 2. Februar 2011 aus dem Weg geräumt, als die Zuschüsse vom Houston City Council gebilligt wurden. Die Grundsteinlegung erfolgte am 5. Februar 2011. Der Namenssponsor wurde im Dezember 2011 der US-Ableger des internationalen Bankunternehmens Banco Bilbao Vizcaya Argentaria, die BBVA Compass für insgesamt zwanzig Millionen US-Dollar über zehn Jahre. Das Eröffnungsspiel, das am 12. Mai 2012 gegen D.C. United stattfand, gewann Dynamo mit 1:0.
Das Stadion hat vier Haupteingänge bzw. Ausgänge. Auf den Rängen befinden sich neben den 22.039 Plätzen 33 Logen und zwei Partylogen. Die HD-LED-Videowand hat eine Größe von 25 ft × 40 ft (7,62 m × 12,19 m). Insgesamt stehen sieben Kommentartorkabinen zur Verfügung, davon sind vier für das Fernsehen und drei für das Radio vorgesehen. Neben der Umkleidekabine der Houston Dynamo stehen vier weitere Kabinen bereit.
Im Dezember 2012 wurde das PNC Stadium vom U.S. Green Building Council in die LEED-Stufe Silver eingeordnet.
Am 13. Juni 2019 gab die Bank BBVA bekannt, in den Vereinigten Staaten künftig statt als „BBVA Compass“ nur noch unter der Bezeichnung „BBVA“ zu agieren. In diesem Zusammenhang wurde auch das „BBVA Compass Stadium“ in „BBVA Stadium“ umbenannt. Mitte 2021 wurde die Anlage in PNC Stadium, nach den PNC Financial Services, umbenannt.
Am 17. Januar 2023 wurde der Abschluss eines neuen, mehrjährigen Sponsoringvertrags zwischen dem Houston Dynamo Football Club und dem Energieversorgungsunternehmen Shell Energy, mit Sitz in Coventry, bekanntgegeben. Im Namensvertrag sind Umbauarbeiten zur Steigerung der Energieeffizienz inbegriffen. So soll u. a. auf dem Stadiondach eine Solaranlage installiert werden. Die Beleuchtung der gesamten Anlage soll auf LED-Technik umgestellt und Ladestationen für Elektroautos aufgestellt werden. Hinzu kommen Energiemanagement und -überwachung. Des Weiteren werden bereits Umbauten zur Saison 2023 durchgeführt. Im Osten des Stadions entsteht ein klimatisierter All-Inclusive-Club. Die alten Kunststoffsitze werden durch Sitze mit einem atmungsaktiveren Netzgewebe, gegen das heiße Klima in Texas, ausgetauscht. Die mehrere Millionen US-Dollar teuren Komfortverbesserungen sollten bis Anfang März abgeschlossen sein.

## Finanzierung
Die 95 Mio. US-Dollar, die das Projekt kostete, teilten sich wie folgt auf:
- 60 Mio. US-Dollar zahlt die Eigentümergruppe von Houston Dynamo (Anschutz Entertainment Group, sowie deren Partner Golden Boy Promotions und Brener International Group). Die Texas Southern University, deren Football-Mannschaft ebenfalls ihre Spiele im Stadion austragen wird, beteiligt sich mit einem nicht genannten Betrag.
- 20 Mio. US-Dollar zahlen die Stadt Houston und der Harris County für Infrastrukturmaßnahmen.
- 15 Mio. US-Dollar zahlte die Stadt Houston für den Erwerb des Baugrunds. Der Harris County beglich später die Hälfte und wurde im Gegenzug zum Miteigentümer am Stadion.[12]

Der Eigentümer ist, stellvertretend für die Stadt und den County, die Harris County-Houston Sports Authority. Houston Dynamo zahlt die nächsten 30 Jahre eine Pacht von 65.000 US-Dollar pro Jahr.

## Fußball-Länderspiele

### Männer
- 23. Mai 2012:  El Salvador –  Neuseeland 2:2 (Freundschaftsspiel)[14]
- 12. Okt. 2012:  Guyana –  Mexiko 0:5 (Qualifikation zur WM 2014)[15]
- 14. Nov. 2012:  Honduras –  Peru 0:0 (Freundschaftsspiel)[16]
- 29. Jan. 2013:  Vereinigte Staaten –  Kanada 0:0 (Freundschaftsspiel)[17]
- 15. Juli 2013:  El Salvador –  Haiti 1:0 (CONCACAF Gold Cup 2013)[18]
- 15. Juli 2013:  Honduras –  Trinidad und Tobago 0:2 (CONCACAF Gold Cup 2013)[19]
- 01. Juni 2014:  Honduras –  Israel 2:4 (Freundschaftsspiel)[20]
- 10. Sep. 2014:  Nicaragua –  Panama 0:2 (Copa Centroamericana 2014)[21]
- 10. Sep. 2014:  Belize –  El Salvador 0:2 (Copa Centroamericana 2014)[22]
- 10. Sep. 2014:  Guatemala –  Honduras 2:0 (Copa Centroamericana 2014)[23]
- 11. Juli 2015:  Jamaika –  Kanada 1:0 (CONCACAF Gold Cup 2015)[24]
- 11. Juli 2015:  Costa Rica –  El Salvador 1:1 (CONCACAF Gold Cup 2015)[25]
- 04. Sep. 2015:  Argentinien –  Bolivien 7:0 (Freundschaftsspiel)[26]
- 09. Okt. 2015:  El Salvador –  Haiti 1:3 (Freundschaftsspiel)[27]
- 11. Juli 2017:  Costa Rica –  Kanada 1:1 (CONCACAF Gold Cup 2017)[28]
- 11. Juli 2017:  Honduras –  Französisch-Guayana 3:0 (CONCACAF Gold Cup 2017)[29]
- 08. Okt. 2017:  Kanada –  El Salvador 0:1 (Freundschaftsspiel)[30]
- 02. Juni 2018:  Honduras –  El Salvador 0:1 (Freundschaftsspiel)[31]
- 26. Mär. 2019:  Vereinigte Staaten –  Chile 1:1 (Freundschaftsspiel)[32]
- 21. Juni 2019:  El Salvador –  Jamaika 0:0 (CONCACAF Gold Cup 2019)[33]
- 21. Juni 2019:  Honduras –  Curaçao 0:1 (CONCACAF Gold Cup 2019)[34]
- 13. Juli 2021:  Katar –  Panama 3:3 (CONCACAF Gold Cup 2021)[35]
- 13. Juli 2021:  Honduras –  Grenada 4:0 (CONCACAF Gold Cup 2021)[36]
- 17. Juli 2021:  Grenada –  Katar 0:4 (CONCACAF Gold Cup 2021)[37]
- 17. Juli 2021:  Panama –  Honduras 2:3 (CONCACAF Gold Cup 2021)[38]
- 20. Juli 2021:  Suriname –  Guadeloupe 2:1 (CONCACAF Gold Cup 2021)[39]
- 20. Juli 2021:  Honduras –  Katar 0:2 (CONCACAF Gold Cup 2021)[40]
- 04. Dez. 2021:  El Salvador –  Ecuador 1:1 (Freundschaftsspiel)[41]
- 27. Sep. 2022:  Honduras –  Guatemala 2:1 (Freundschaftsspiel)[42]
- 01. Juli 2023:  Kuba –  Guadeloupe 1:4 (CONCACAF Gold Cup 2023)[43]
- 01. Juli 2023:  Guatemala –  Kanada 0:0 (CONCACAF Gold Cup 2023)[44]
- 04. Juli 2023:  Panama –  El Salvador 2:2 (CONCACAF Gold Cup 2023)[45]
- 04. Juli 2023:  Kanada –  Kuba 4:2 (CONCACAF Gold Cup 2023)[46]
- 19. Juni 2025:  Trinidad und Tobago –  Haiti -:- (CONCACAF Gold Cup 2025)
- 21. Juni 2025:  Curaçao –  Kanada -:- (CONCACAF Gold Cup 2025)
- 21. Juni 2025:  Honduras –  El Salvador -:- (CONCACAF Gold Cup 2025)
- 24. Juni 2025:  Guadeloupe –  Guatemala -:- (CONCACAF Gold Cup 2025)
- 24. Juni 2025:  Kanada –  El Salvador -:- (CONCACAF Gold Cup 2025)

### Frauen
- 12. Dez. 2012:  Vereinigte Staaten –  Volksrepublik China 4:0 (Freundschaftsspiel)
- 11. Feb. 2016:  Guatemala –  Trinidad und Tobago 1:2 (Qualifikation für Olympia 2016)
- 11. Feb. 2016:  Kanada –  Guyana 5:0 (Qualifikation für Olympia 2016)
- 14. Feb. 2016:  Guyana –  Guatemala 2:1 (Qualifikation für Olympia 2016)
- 14. Feb. 2016:  Trinidad und Tobago –  Kanada 0:6 (Qualifikation für Olympia 2016)
- 16. Feb. 2016:  Trinidad und Tobago –  Guyana 5:1 (Qualifikation für Olympia 2016)
- 16. Feb. 2016:  Kanada –  Guatemala 10:0 (Qualifikation für Olympia 2016)
- 19. Feb. 2016:  Kanada –  Costa Rica 3:1 (Qualifikation für Olympia 2016)
- 19. Feb. 2016:  Vereinigte Staaten –  Trinidad und Tobago 5:0 (Qualifikation für Olympia 2016)
- 21. Feb. 2016:  Kanada –  Vereinigte Staaten 0:2 (Qualifikation für Olympia 2016)
- 09. Apr. 2017:  Vereinigte Staaten –  Russland 5:1 (Freundschaftsspiel)
- 08. Apr. 2018:  Vereinigte Staaten –  Mexiko 6:2 (Freundschaftsspiel)
- 28. Jan. 2020:  Costa Rica –  Panama 6:1 (Qualifikation für Olympia 2020)
- 28. Jan. 2020:  Vereinigte Staaten –  Haiti 4:0 (Qualifikation für Olympia 2020)
- 31. Jan. 2020:  Haiti –  Costa Rica 0:2 (Qualifikation für Olympia 2020)
- 31. Jan. 2020:  Panama –  Vereinigte Staaten 0:8 (Qualifikation für Olympia 2020)
- 16. Feb. 2020:  Panama –  Haiti 0:6 (Qualifikation für Olympia 2020)
- 16. Feb. 2020:  Vereinigte Staaten –  Costa Rica 6:0 (Qualifikation für Olympia 2020)
- 10. Juni 2021:  Vereinigte Staaten –  Portugal 1:0 (Freundschaftsspiel)
- 13. Juni 2021:  Vereinigte Staaten –  Jamaika 4:0 (Freundschaftsspiel)
- 22. Feb. 2024:  Costa Rica –  Paraguay 0:1 (CONCACAF W Gold Cup 2024)
- 22. Feb. 2024:  Kanada –  El Salvador 6:0 (CONCACAF W Gold Cup 2024)
- 25. Feb. 2024:  El Salvador –  Costa Rica 0:2 (CONCACAF W Gold Cup 2024)
- 25. Feb. 2024:  Paraguay –  Kanada 0:4 (CONCACAF W Gold Cup 2024)
- 28. Feb. 2024:  Paraguay –  El Salvador 3:2 (CONCACAF W Gold Cup 2024)
- 28. Feb. 2024:  Kanada –  Costa Rica 3:0 (CONCACAF W Gold Cup 2024)
- 20. Feb. 2024:  Japan –  Australien 4:0 (SheBelieves Cup 2025)
- 20. Feb. 2024:  Vereinigte Staaten –  Kolumbien 2:0 (SheBelieves Cup 2025)
- 08. Apr. 2025:  Mexiko –  Jamaika 4:0 (Freundschaftsspiel)

## Rugby-Union-Länderspiele
- 23. Juli 2012:  Vereinigte Staaten –  Italien 10:30 (Mid-year Internationals 2012)
- 08. Juni 2013:  Vereinigte Staaten –  Irland 12:15 (Mid-year Internationals 2013)
- 07. Juni 2014:  Vereinigte Staaten –  Schottland 6:24 (Mid-year Internationals 2014)
- 06. Feb. 2016:  Vereinigte Staaten –  Argentinien XV 35:35 (Americas Rugby Championship 2016)
- 16. Juni 2018:  Vereinigte Staaten –  Schottland 30:29 (Mid-year Internationals 2018)

## Galerie

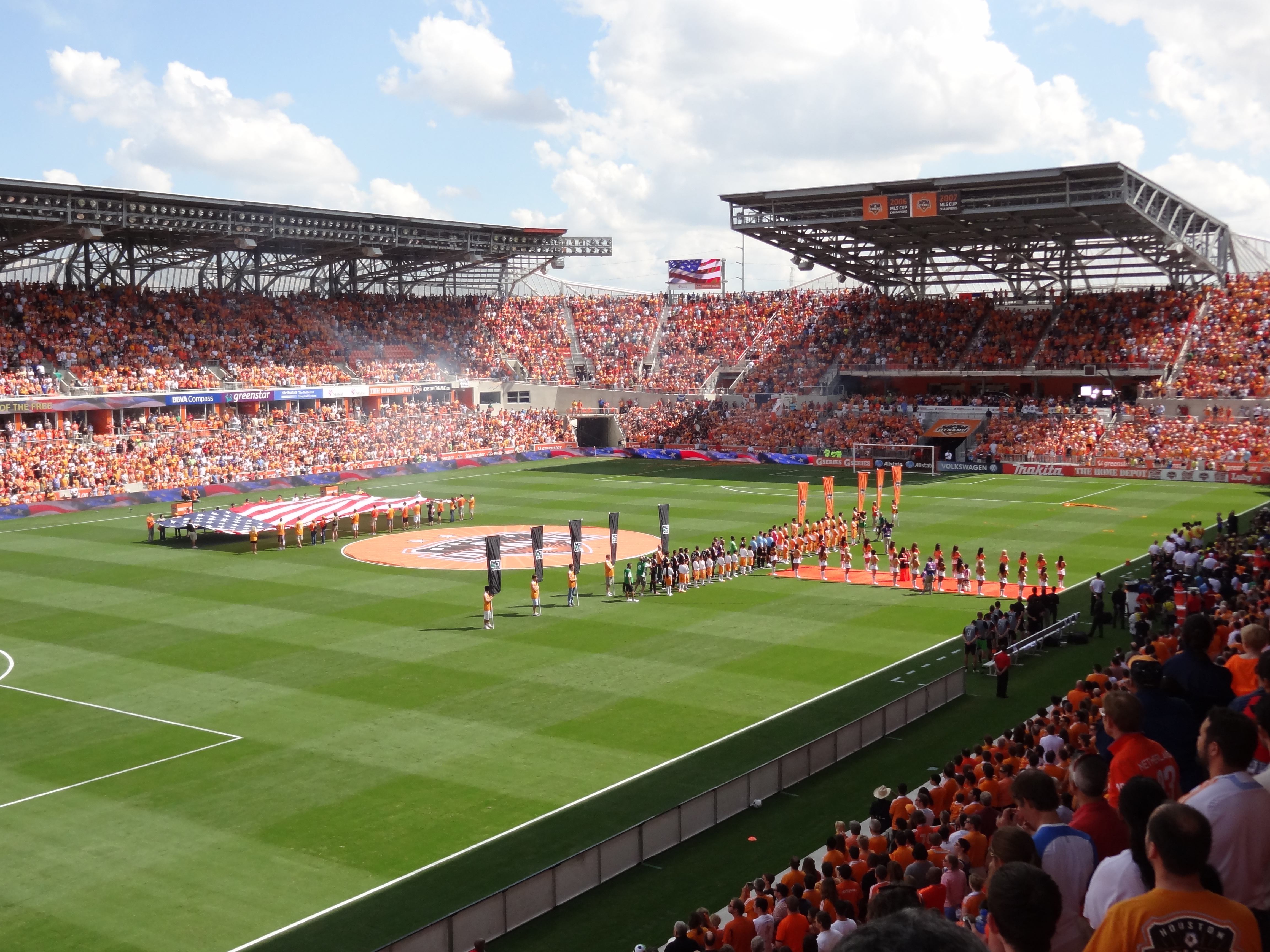
Eröffnungsspiel am 12. Mai 2012
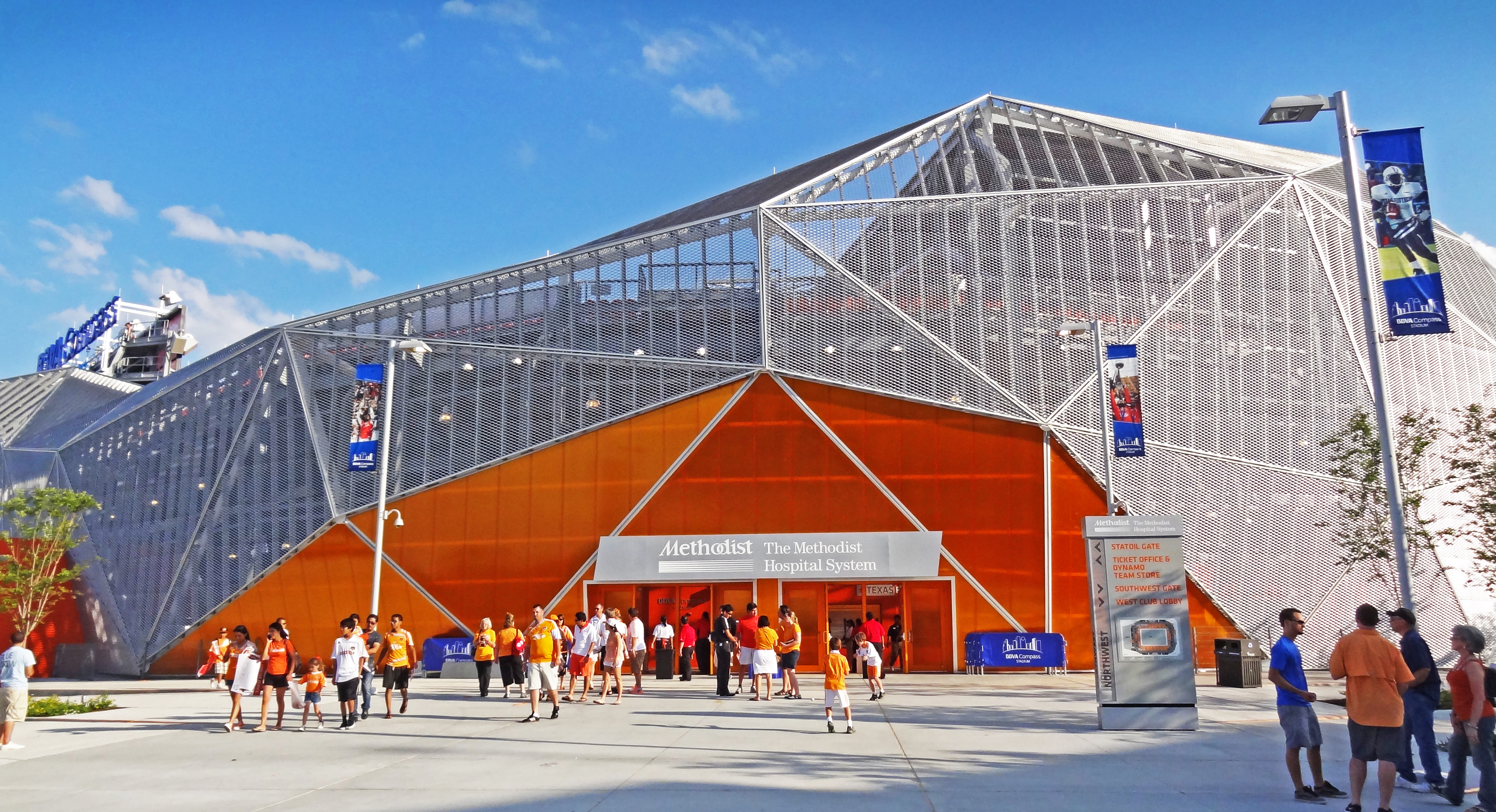
Der Eingang im Nordwesten
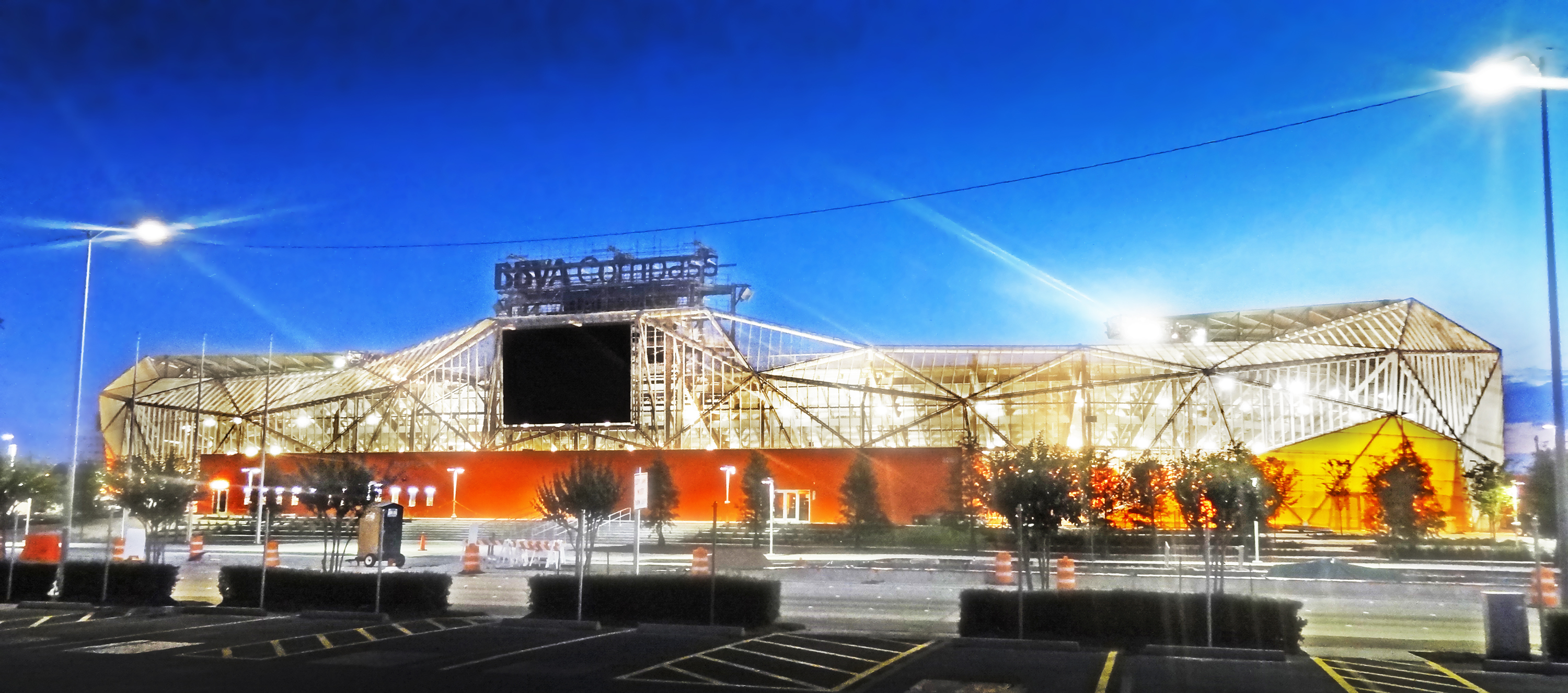
Stadion unter Flutlicht
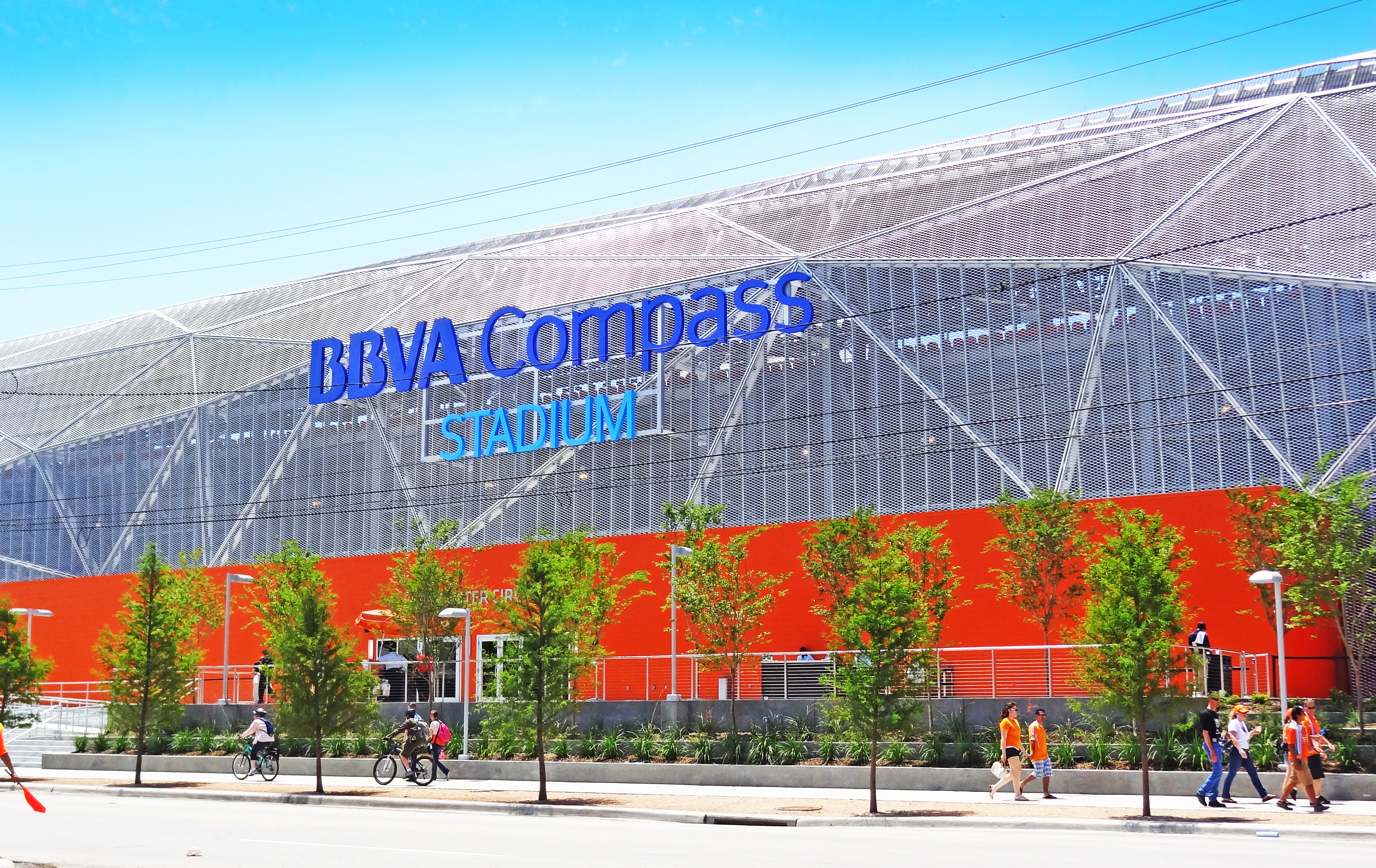
Die Ostseite
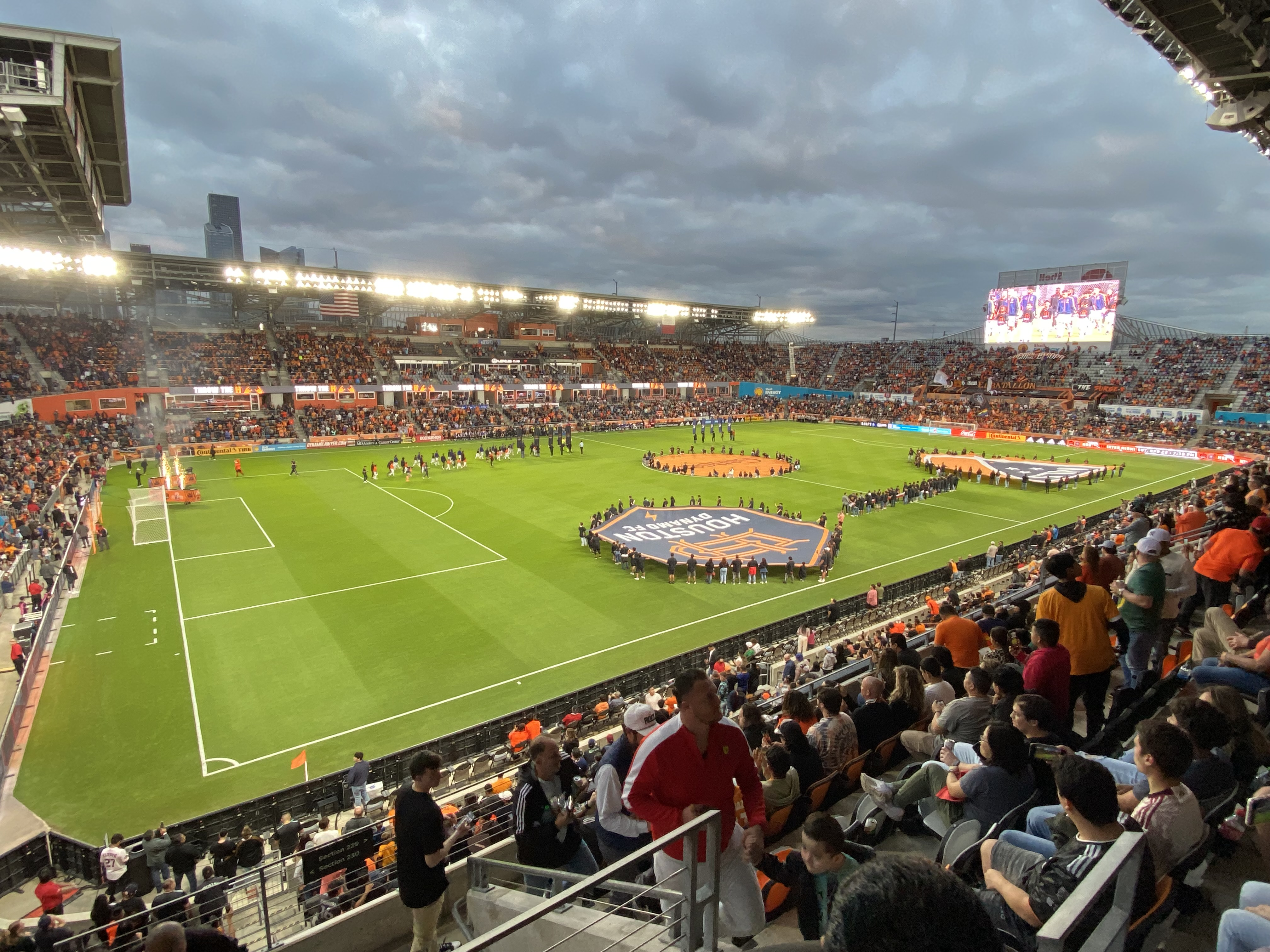
Spielbetrieb mit eingeschaltetem Flutlicht
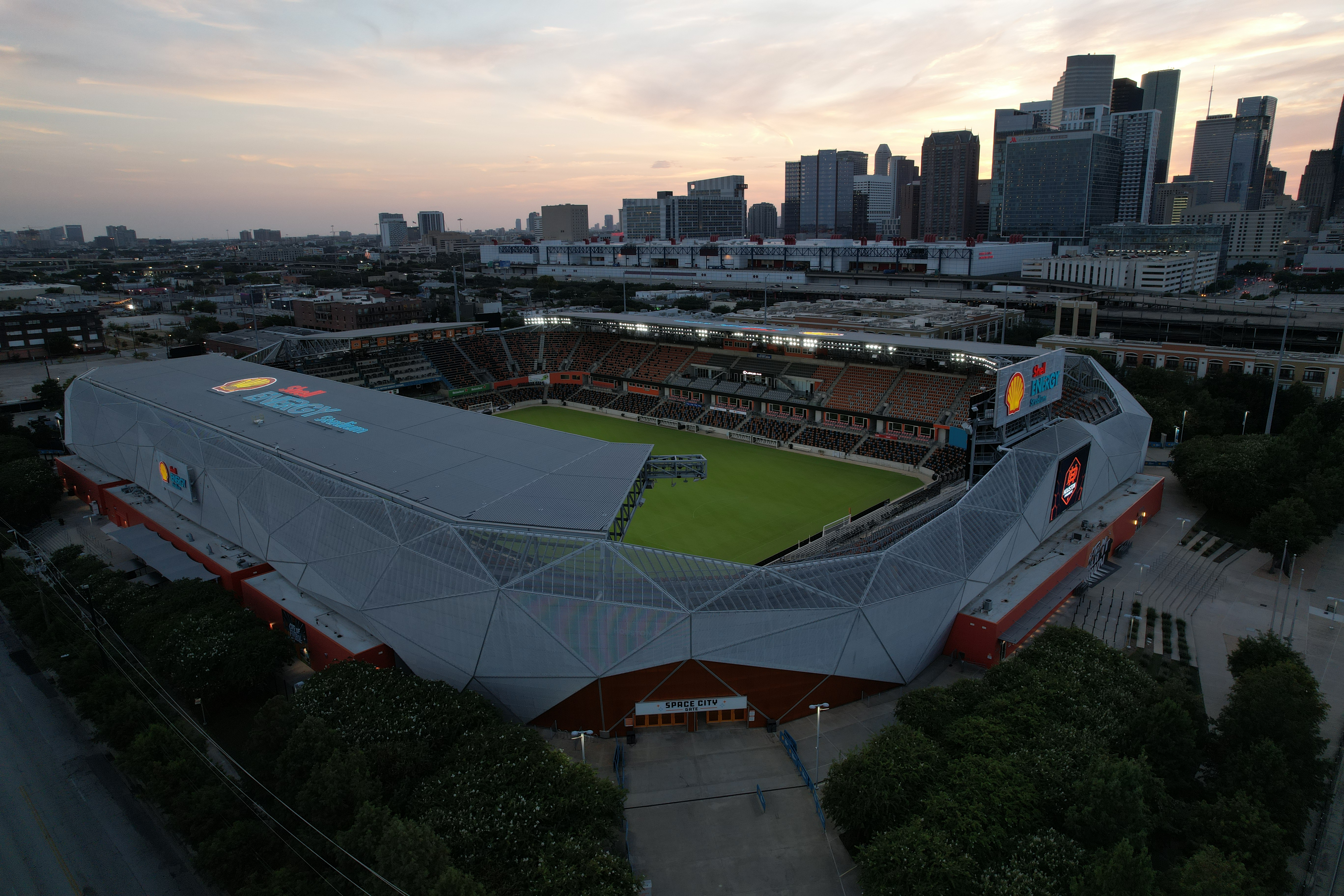
August 2023